# Борелета (Лука)
Борелета је насеље у Италији у округу Лука, региону Тоскана.
Према процени из 2011. у насељу је живело 28 становника. Насеље се налази на надморској висини од 506 м.